# Garry Trudeau
Pour les articles homonymes, voir Beekman et Trudeau.
Garretson Beekman Trudeau (né le 21 juillet 1948) est un auteur de bande dessinée américain. Il étudie à St. Paul's School et à l'Université Yale dans les années 1960, où il développe le comic strip quotidien Doonesbury qu'il dessine toujours et lui valut de nombreux prix.

## Biographie
Garry Trudeau fréquente l'université Yale, où il obtient un diplôme de master en Beaux-Arts en 1970. Influencé par Jules Feiffer et Walt Kelly, il publie pendant ses études le strip Bull Tales dans le Yale Daily News, rapidement plébiscité. À partir de 1970, Bull Tales est diffusé dans la presse nationale sous le titre Doonesbury. En 1975, Trudeau reçoit le prix Pulitzer du editorial cartooning.
En 1977, Trudeau scénarise et co-dirige le court-métrage d'animation A Doonesbury Special, qui remporte le prix du jury au festival de Cannes et reçoit aussi l'attention de l'Academy Award. En 1980, Trudeau épouse l'animatrice Jane Pauley (en). Au début des années 1980, Trudeau prépare une comédie musicale basée sur Doonesbury ; elle est lancée en 1983 à Broadway. Néanmoins, à partir de 2013, Trudeau se concentre de plus en plus sur Alpha House, au point d'arrêter de produire des bandes quotidiennes inédites de Doonesbury en février 2014. Malgré l'arrêt d'Alpha House cette même année, il continue ensuite à ne plus produire que des pages dominicales inédites.

## Prix et récompenses
- 1975 : Prix Pulitzer du dessin de presse pour Doonesbury
- 1985 : Prix du comic strip de la National Cartoonists Society pour Doonesbury
- 1996 : Prix Reuben pour Doonesbury
- 2007 :  Prix Adamson du meilleur auteur international pour l'ensemble de son œuvre
- 2008 : Prix Harvey du meilleur comic strip pour Doonesbury
- 2008 :  Prix Max et Moritz du meilleur comic strip pour Doonesbury
- 2011 : Prix Harvey du meilleur comic strip pour Doonesbury
- 2023 : inscrit au temple de la renommée Will Eisner, pour l'ensemble de son œuvre[3]